# Južni Delta Akvaridi
Južni Delta Akvaridi so meteorji iz vsakoletnega meteorskega roja.

Radiant južnih Delta Akvaridov leži v ozvezdju Vodnarja (Aqr) (Aquarius) v bližini zvezde Delta Vodnarja (Delta Aquarii). Južni Delta Akvaridi se pojavljajo od 12. julija do 19. avgusta, svoj vrhunec pa dosežejo 28. julija.

## Zgodovina[2]
Prvič so opazili aktivnost področja, kjer se pojavljajo Delta Akvaridi v letu 1870. G. L. Tupman je opazil 65 meteorjev v času med 27. julijem in 6. avgustom. V tem času se je premaknil tudi radiant. Prepričan je bil, da opazuje opazuje samostojno vejo Delta Akvaridov, čeprav je bil v resnici radiant kombinacija severnih in južnih Delta Akvaridov. Pozneje je področje radianta opazoval tudi W. F. Denning. Severni Delta Akvaridi niso bili uradno odkriti do 50-tih let dvajsetega stoletja. V glavnem so opazovali južno vejo Delta Akvaridov.

Prva radijska opazovanja Delta Akvaridov so opravili v letu 1949, ko je kanadski astronom D. W. R. McKinley opazil obe veji Delta Akvaridov. Leta 1954 je v reviji Astrophysical Journal objavil podatke o obstoju dveh vej Delta Akvaridov.  

## Opazovanje
Južni Delta Akvaridi so po številu utrinkov malo močnejši kot Severni Delta Akvaridi. Ob vrhuncu dosežejo okoli 10 do 15 utrinkov na uro. 